# Фьестад, Эллен
Эллен Элис Фьестад (швед. Ellen Elise Fjæstad; род. 11 февраля 1986 года, Стокгольм, Швеция) — шведская актриса, а также актриса озвучивания и дубляжа. Известна по роли Евы в сериале «Ева и Адам». В мае 2006 года Эллен начала работать редактором в журнале «Superstar» и репортёром в газете «Okaj». Эллен Фьестад озвучила и продублировала 13 фильмов.

## Фильмография

#### Актриса
| Год  | Название                                       | Персонаж             |
| ---- | ---------------------------------------------- | -------------------- |
| 1999 | Ева и Адам (сериал)                            | Ева Стрёмдаль        |
| 2001 | Ева и Адам – Четыре дня рождения и одно фиаско | Ева Стрёмдаль        |
| 2004 | Эффект кетчупа                                 | Аманда               |
| 2004 | Gränsland (короткометражка)                    | Кристина             |
| 2008 | Вампиры                                        | девушка на вечеринке |

#### Озвучка и дубляж
| Год  | Название                                 | Персонаж                        |
| ---- | ---------------------------------------- | ------------------------------- |
| 1997 | Пеппи Длинныйчулок                       | Анна                            |
| 1999 | Пеппи в Южном море (сериал)              | Анна                            |
| 2002 | Tillbaka till landet Ingenstans          | Джейн                           |
| 2004 | Брэнди и Мистер Вискерс (сериал)         | Брэнди (2 сезон)                |
| 2006 | Barbie och de tolv dansande prinsessorna | Блейр                           |
| 2006 | Классный мюзикл                          | Келси Нильсон                   |
| 2006 | Лесная братва                            | Хизер                           |
| 2006 | Ханна Монтана                            | Оливия                          |
| 2006 | Классный мюзикл: Каникулы                | Келси Нильсон                   |
| 2006 | Ким Пять-с-Плюсом                        | Ким Пять-с-Плюсом (с 2007 года) |
| 2008 | Всё тип-топ, или Жизнь Зака и Коди       | Дакота                          |
| 2008 | Классный мюзикл: Выпускной               | Келси Нильсон                   |
| 2010 | История игрушек: Большой побег           | Барби                           |